# 이즈오카와역
이즈오카와역(일본어: 伊豆大川駅、いずおおかわえき)은 일본 시즈오카현 가모군 히가시이즈정 오카와 에 있는 이즈 급행 이즈 급행선의 역이다. 상대식 승강장 2면 2선을 가진 지상역이다. 역번호는 IZ07.

## 역 구조
| 1 | ■ 이즈 급행선 | 하행 | 이즈큐시모다 방면  |
| 2 | ■ 이즈 급행선 | 상행 | 이토 · 아타미 방면 |

## 갤러리

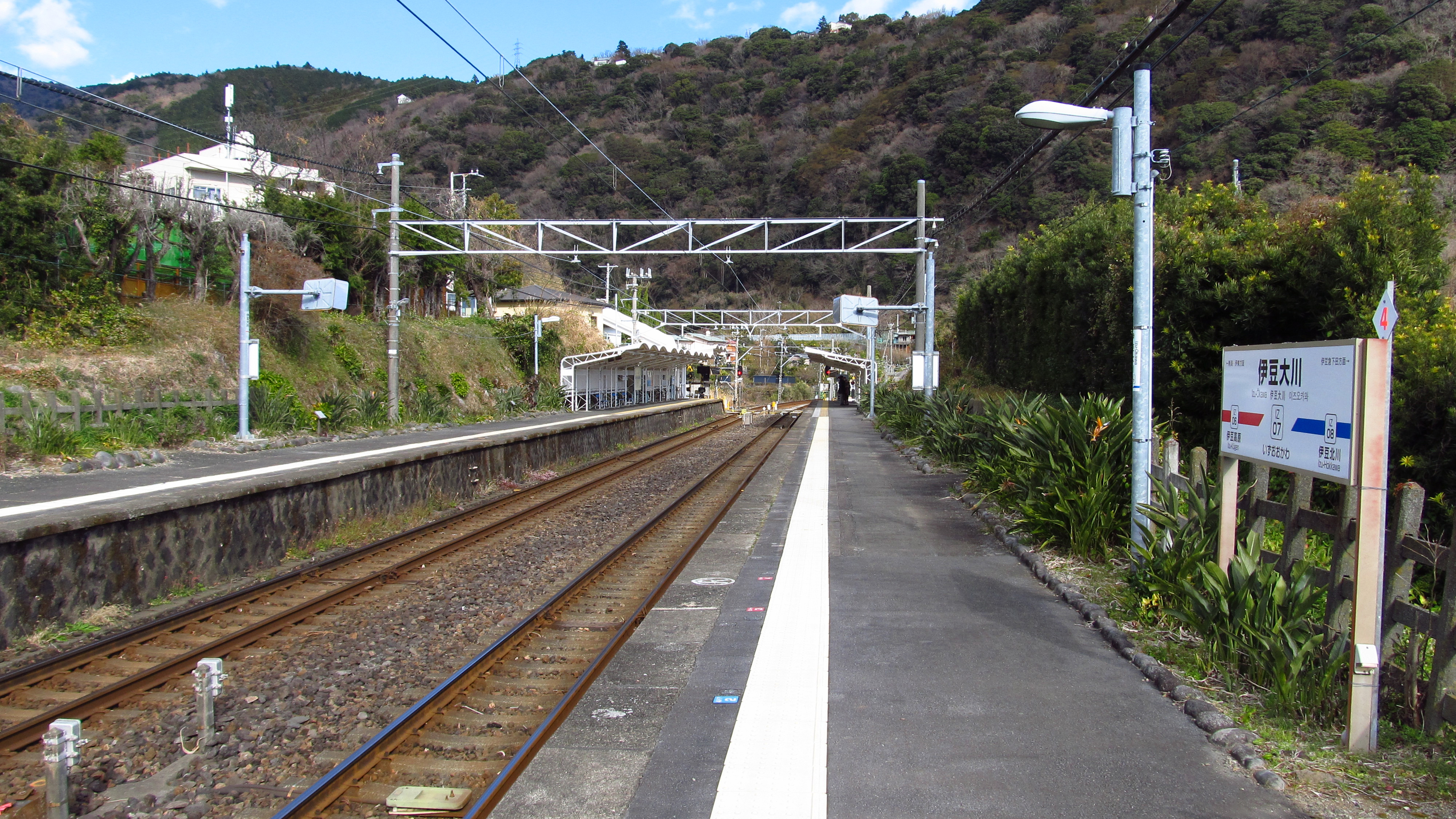
승강장
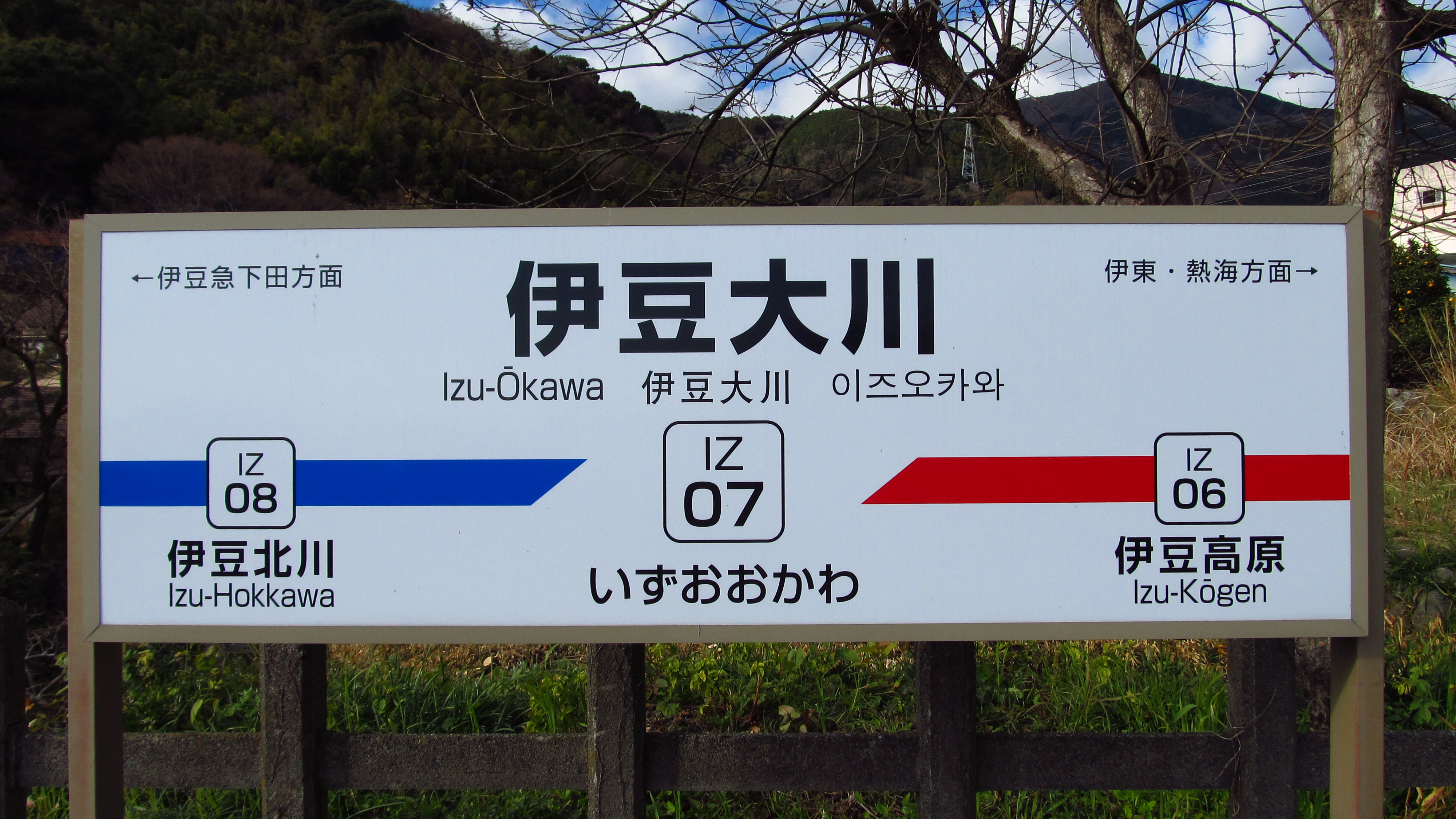
역명판

## 인접역
| 이즈 급행 이즈 급행선 | 이즈 급행 이즈 급행선 | 이즈 급행 이즈 급행선        |
| --------------------- | --------------------- | ---------------------------- |
| 이즈코겐 이토 방면    | ■ 이즈 급행선         | 이즈홋카와 이즈큐시모다 방면 |